# Jean Snella
Jean Snella (* 9. Dezember 1914 in Mengede; † 20. November 1979 in Metz) war ein französischer Fußballspieler und erfolgreicher Trainer.

## Der Spieler
Der polnischstämmige, während des ersten Kriegswinters im damals noch selbständigen Mengede geborene Jean Snella wuchs in Nordfrankreich auf; mit 14 begann er eine Lehre im Bergwerk von Dourges, anschließend arbeitete er als Mechaniker bei den öffentlichen Verkehrsbetrieben von Arras. Während seines Militärdienstes wurde er dreimal französischer Fußball-Militärmeister und begann parallel dazu (1934) seine zivile Spielerlaufbahn bei Lille Olympique, das 1935/36 Vizemeister in der Division 1 wurde. 1938 wechselte er zum Aufsteiger AS Saint-Étienne, dem Verein, dessen große Zeit er an vorderster Stelle mitgestalten sollte. Im Dezember 1938 wurde er, der bereits ein B-Länderspiel bestritten hatte, für die A-Nationalelf gegen Italien nominiert, lehnte die Berufung aber ab, weil er sich nicht in Bestform fühlte. Snellas darin deutlich werdende Zurückhaltung und Uneitelkeit sind hervorstechende Charakterzüge während der folgenden Jahrzehnte seiner Arbeit geblieben.
Der Zweite Weltkrieg griff brutal in Snellas Leben ein: er kämpfte beim Westfeldzug in Belgien und Nordfrankreich gegen die deutsche Wehrmacht, geriet Anfang Juni 1940 bei Évreux in Kriegsgefangenschaft und verschwand in einem POW-Lager, aus dem ihm 1942 die Flucht gelang. 1945/46 schnürte er noch einmal die Fußballstiefel für Saint-Étienne, nahm parallel dazu aber bereits auf eigene Kosten Unterricht in Trainingslehre. Die operative Entfernung zweier Menisken beendete 1946 seine Spielerkarriere.

### Stationen
- 1934 bis 1938: Lille Olympique
- 1938 bis 1940: AS Saint-Étienne
- 1945 bis 1946: AS Saint-Étienne

## Der Trainer

### 1946 bis 1959
Jean Snella trainierte zunächst den FC Lorient aus der Division d'honneur, zu dem ihn die Spielerentdeckung der Vorsaison, Antoine Cuissard, begleitete, und ab 1948 die Amateurelf „seiner“ AS Saint-Étienne. 1950 wollte ihn Pierre Guichard, der legendäre Präsident der Verts (so heißt Saint-Étienne fast überall in Frankreich), zum Trainer der Erstligamannschaft ernennen – doch Jean Snella lehnte ab, weil er nicht zum „Verräter“ an „Amtsinhaber“ Ignace Tax werden wollte. Erst als der Verein Tax entlassen hatte, konnte ihn sein langjähriger Mitspieler, der ASSE-Talentsucher Pierre Garonnaire, überreden, den Trainerposten anzunehmen – und dann blieb Snella bis 1959 auch bei diesem Verein, der durchgehend in der oberen Tabellenhälfte der Division 1 anzufinden war und dem Snella in der Saison 1956/57 zu seinem allerersten Meistertitel verhelfen konnte.
Im Jahr darauf berief der französische Fußballverband ihn, der ab 1955 bereits für die französische B-Elf zuständig war, in den Trainerstab für die Fußballweltmeisterschaft 1958, wo er unter dem Trainerfuchs Albert Batteux nicht nur am Spielfeldrand eine zentrale Rolle spielte: Jean Snella hatte, wie im Verein, auch hier stets ein offenes Ohr für die Spieler, mit denen ihn oft ein damals eher untypisches persönliches Verhältnis verband. Er war sich auch nie zu fein dafür, in der Umkleidekabine die Trikots einzusammeln, Bälle aufzupumpen oder Schraubstollen auszuwechseln. Vor allem hatte er sich fachlich längst einen guten Ruf erworben, und das Zusammenspiel all dieser Faktoren brachte der Équipe Tricolore mit dem dritten Rang ihre bis dahin beste Platzierung bei einer WM ein. Richard Tylinski aus der Meistermannschaft 1957 beschrieb Snella später als „Vater, Bruder und Fachmann“.

### 1959 bis 1967
Am Ende der Saison 1958/59 zog es Snella aus persönlichen Gründen an den Genfersee, wo er als Trainer von Servette FC Genève auch zwei Schweizer Meistertitel gewann. 1963 holte ihn der neue Vereinspräsident Roger Rocher zu AS Saint-Étienne zurück, und Snella verhalf dem Aufsteiger nicht nur prompt zur zweiten französischen Meisterschaft (1964), sondern er baute eine Elf aus jungen Talenten auf, die die nächsten anderthalb Jahrzehnte den französischen Fußball beherrschte wie vorher nur Stade de Reims: das Spiel der Hervé Revelli, Aimé Jacquet, Bernard Bosquier, Robert Herbin und anderer trug Snellas Handschrift.
Nach der für Frankreich so enttäuschend verlaufenen WM in England berief ihn die FFF im September 1966 gemeinsam mit dem anderen erfolgreichen Vereinstrainer der 1960er, José Arribas (FC Nantes), als Nachfolger von Henri Guérin zum Nationaltrainer. Snella hatte sich allerdings ausbedungen, dieses Amt nur vorübergehend auszuüben, weil er seine Kraft auf seine Verts konzentrieren wollte; deshalb endete dieses Intermezzo nach je zwei Siegen und Niederlagen im November desselben Jahres.

### 1967 bis 1979
Mit dem dritten Meistertitel am Ende dieser Saison 1966/67 trennten sich die Wege von ASSE und Snella, dessen Nachfolger Albert Batteux der Meisterschaft Nr. 3 in Serie gleich die Titel 4 bis 6 folgen ließ. Snella trainierte bis 1971 wieder Servette, wo er in seinem letzten Jahr noch Pokalsieger wurde, und anschließend bis 1974 OGC Nizza, den er 1973 zur Vizemeisterschaft brachte. Es schloss sich ein Engagement beim algerischen Klub NA Hussein Dey an.
Am Ende seiner langen und erfolgreichen Laufbahn arbeitete er noch für den FC Metz; mitten in der Spielzeit 1979/80 verstarb Snella an Krebs.
1972 wurde er zum Trainer des Jahres gewählt. In Saint-Étienne haben sie dem Spieler und Trainer Jean Snella ein doppeltes Denkmal gesetzt: eine Hauptstraße und die Südtribüne des Stade Geoffroy-Guichard tragen heute seinen Namen.

### Stationen
- FC Lorient (1946–1948)
- AS Saint-Étienne (1948–1950 die Amateurelf, 1950–1959 die Profis)
- Assistenztrainer der Équipe Tricolore bei der Fußball-Weltmeisterschaft 1958
- Servette Genève (1959–1963)
- AS Saint-Étienne (1963–1967)
- Nationaltrainer Frankreichs (September bis November 1966)
- Servette Genève (1967–1971)
- OGC Nizza (1971–1974)
- Nasr Athlétique de Hussein Dey (Algerien, mindestens 1977/78)
- FC Metz (1979)

## Palmarès (als Trainer)
- Französischer Meister: 1957, 1964, 1967
- Schweizer Fussballmeister: 1961, 1962
- Schweizer Cupsieger: 1971
- Europapokal der Landesmeister:
  - mit Saint-Étienne: 1957/58 (gegen Glasgow Rangers) und 1964/65 (gegen FC La Chaux-de-Fonds) jeweils in der ersten Runde ausgeschieden
  - mit Genève: 1961/62 nach Siegen über Hibernians FC Paola im Achtelfinale gegen Dukla Prag, 1962/63 in der ersten Runde gegen Feyenoord Rotterdam ausgeschieden
- UEFA Cup (mit Nizza): 1973/74 nach Siegen über FC Barcelona und Fenerbahçe Istanbul im Achtelfinale am 1. FC Köln gescheitert
- Französischer Trainer des Jahres: 1972